# S. Robson Walton
Samuel Robson "Rob" Walton, född 28 oktober 1944 i Tulsa i Oklahoma, är en amerikansk företagsledare som var styrelseordförande för världens största detaljhandelskedja, amerikanska Walmart Inc, mellan 1992 och 2015.
Den 9 augusti 2022 köpte Walton och ett konsortium, bestående av dottern Carrie Walton Penner; svärsonen Greg Penner; Condoleezza Rice; Lewis Hamilton och Mellody Hobson, Denver Broncos (NFL) för 4,65 miljarder amerikanska dollar.
Han avlade kandidatexamen i företagsekonomi vid University of Arkansas och en juris doktor vid Columbia Law School.
Den amerikanska ekonomitidskriften Forbes rankade Walton till att vara världens tolfte rikaste med en förmögenhet på 106,2 miljarder dollar för den 18 mars 2025.